# Xenophora (Xenophora) peroniana
Xenophora (Xenophora) peroniana is een slakkensoort uit de familie van de Xenophoridae. De wetenschappelijke naam van de soort is voor het eerst geldig gepubliceerd in 1929 door Tom Iredale.